# Martin Paz
Pour les articles homonymes, voir Paz.
Martin Paz est une longue nouvelle de Jules Verne, écrite en 1851. Elle paraît dans le Musée des familles du no 10 (juillet 1852) au no 11 (août 1852). Par la suite, elle intégrera les Voyages extraordinaires, à la suite du Chancellor, avec un texte remanié. 

## Résumé

### Contexte
Le récit se situe à Lima (au Pérou) et dans les environs. Trois communautés y cohabitent : les Espagnols successeurs des conquistadors y constituent la noblesse locale, les Indiens sont dans des positions subalternes et les métis en situation intermédiaire, mal vus à la fois des Espagnols et des Indiens. 

### Histoire
Le juif Samuel a promis, contre une somme de 100 000 piastres, d'accorder sa fille Sarah comme épouse au riche métis André Certa. Mais Sarah – qui est fort attirée par la religion catholique – est amoureuse du jeune chef indien Martin Paz. À la suite d'une altercation avec André Certa qu'il a blessé, Martin Paz doit s'enfuir : il sème ses poursuivants en plongeant dans la rivière ; tous le croient mort mais il trouve refuge auprès du noble espagnol Don Vegal qui le prend en amitié et sous sa protection. Les Indiens, ses congénères, le croient mort aussi ; ils sont en train de fomenter une révolte, et lui en veulent pour avoir porté préjudice à leur projet à cause d'une femme.

## Thèmes abordés dans le récit
- La judéophobie caricaturale (à l’encontre du personnage de Samuel) [également présente dans Hector Servadac].
- La lutte pour l’indépendance nationale.
- Le rôle de l’aristocratie dans les affaires publiques.

## Liste des personnages
- Samuel, juif établi à Lima, homme d'affaires riche, cupide et sans scrupules.
- Sarah, la fille de Samuel.
- Martin Paz chef indien amoureux de Sarah.
- Le Sambo, père de Martin Paz.
- André Certa, riche métis, fiancé à Sarah contre le gré de celle-ci.
- Ammon, duègne de Sarah.
- Liberta, serviteur noir de Sarah.
- Marquis don Végal, noble espagnol, protecteur de Martin Paz et vrai père de Sarah.
- Père Joachim de Camarones, confident de Sarah qu'il éduque à la religion catholique.
- Don Fernand d’Aguillo, noble espagnol.
- Manangani, Indien.
- Millaflores, suivant d'André Certa.

## Éditions
- Hachette, Bibliothèque verte, 1946.
- Première édition moderne du texte paru dans le Musée des Familles, in Marc Soriano , Portrait de l'artiste jeune, suivi des quatre premiers textes publiés de Jules Verne, Gallimard, 1978.
- Ediciones Paganel, in Jules Verne dans le  Musée des familles, préface de Piero Gondolo della Riva, 2020.